# 4693 Drummond
4693 Drummond је астероид главног астероидног појаса са средњом удаљеношћу од Сунца која износи 2,279 астрономских јединица (АЈ).
Апсолутна магнитуда астероида је 13,5.